# Boswellia nana
Boswellia nana är en tvåhjärtbladig växtart som beskrevs av Frank Nigel Hepper. Boswellia nana ingår i släktet Boswellia och familjen Burseraceae. Inga underarter finns listade i Catalogue of Life.